# ビッグコミックオリジナル
『ビッグコミックオリジナル』は、小学館発行の男性向け漫画雑誌。1972年創刊。月2回（毎月5日・20日）発行。

## 概要
発行部数は2018年時点で49万部。
1972年7月に『ビッグコミック』の増刊号として、『ビッグコミックオリジナル号』の誌名で刊行される。1974年2月に独立創刊。
40年以上続いている『三丁目の夕日』『釣りバカ日誌』を筆頭に、『浮浪雲』『あぶさん』『風の大地』『黄昏流星群』など、長寿作品が多いことが、雑誌の特徴となっている。
元々、『ビッグコミック』創刊者の小西湧之助が、「ビッグコミックより1歳半上の読者層」をターゲットにして創刊した。そのため、ベテラン作家の力作が掲載されていた『ビッグコミック』との差別化を図って、より若手（当時）の漫画家たちによるエンターテインメント性の濃い作品が掲載されることになった。
ビッグコミックオリジナル号時代のラインナップは、ストーリー漫画が楳図かずお『烈願鬼』、バロン吉元『どん亀野郎』、横山光輝『ウイグル無頼』、篠原とおる『食虫花』。ショート枠は園山俊二、つのだじろう、小島功、黒鉄ヒロシ。翌1973年にはジョージ秋山『浮浪雲』、水島新司『あぶさん』、西岸良平『プロフェッショナル列伝』が連載陣に加わり、長く主力を担った。
動物をテーマにした表紙イラストは、村松誠が担当している。
増刊号として、『ビッグコミックオリジナル増刊』、『ビッグコミックONE』（ビッグコミックの増刊としても刊行、2009年休刊）がある。
単行本はビッグコミックスレーベルで発売されている。
2016年6号から、デジタル版（電子版）の配信を開始した。

## 連載作品

### 現在連載中の作品
2025年17号現在。
- 親GoGoGo（吉田戦車）
- 看護助手のナナちゃん（野村知紗） ビッグコミックオリジナル増刊との並行連載
- 公事師の弁（原作：田島隆、漫画：星野泰視）
- コンクリートの船（村上たかし）
- 昭和天皇物語（能條純一、原作：半藤一利、脚本：永福一成、監修：志波秀宇）
- 深夜食堂（安倍夜郎）
- 世界の終わりの洋裁店（原作：西尾雄太・室井大資、作画：マツダユカ）
- セシルの女王（こざき亜衣）
- 大市民 がん闘病記（柳沢きみお）
- 黄昏流星群（弘兼憲史）
- 父を怒らせたい（おかくーこ）
- 釣りバカ日誌（作：やまさき十三、画：北見けんいち）
- テツぼん（永松潔、原作：高橋遠州）
- バックホームブルース（長尾謙一郎）
- ひげとパンダ（チャンキー松本）
- 卑弥呼（作：リチャード・ウー、画：中村真理子）
- 百年川柳（業田良家）
- まるさんかくしかく（東村アキコ）
- ミワさんなりすます（青木U平）
- れむ（山本おさむ）
- んば！（熱焼江うお）

### 通常連載以外の作品
- Candy Box Creations（太田垣康男）※シリーズ連載[4]
- 境怪線の忌子さん（玉井雪雄）※シリーズ連載[5]
- サキュバスの妻たち（細野不二彦）※シリーズ連載[6]
- サテン de サザン（渋谷直角）※シリーズ連載[7]、休載中[8]
- さよならごはん（西炯子）※シリーズ連載[9]
- 三丁目の夕日（西岸良平） ※月1回連載（2013年4月までは通常連載）
- フレデリック（望月ミネタロウ、話：山川直人） ※長期休載中
- まどいのよそじ（小坂俊史） ※増刊号から不定期で出張掲載
- 高橋留美子劇場（高橋留美子） ※年1回ペースで掲載している読み切り作品
- Dr.コトー診療所（山田貴敏） ※『週刊ヤングサンデー』（2008年7月末で休刊）から移籍、2010年から長期休載中
- ひがレッスン（鈴木良雄）※シリーズ連載[10]
- マザー クライシス（曽根富美子） ※デジタル版限定連載
- 港町ブルース（卯月妙子） ※デジタル版限定連載

### 連載コラム
- オリジナル“イチオシ”シネマ
- BYPLAYER（二宮清純）
- こだわりの店（伊丹由宇）

### 連載終了作品
- 真夜中のこじか（作：北原雅紀、画：あおきてつお）
- 大先生を読む。（赤塚不二夫）
- じんべえ（あだち充）
- 弁護士のくず（井浦秀夫）
- 弁護士のくず 第二審（井浦秀夫）
- 刑事ゆがみ（井浦秀夫）
- スティグマ（井浦秀夫）
- アイ'ム ホーム（石坂啓）
- 岳 みんなの山（石塚真一）
- 北狼 ラストハンター（石塚真一）※不定期連載
- おかみさん 新米内儀相撲部屋奮闘記（一丸）
- 1年1組甲斐せんせい（一丸）
- あんこ坂のお医者さま（一丸）
- チアー（一丸）
- おかみさん平成場所 新米内儀わかばの相撲部屋奮闘記（一丸） ※不定期連載
- 七帝柔道記（原作：増田俊也、漫画：一丸） ※不定期連載 → 増刊号へ移籍
- おじ呑み（市川ラク） ※不定期掲載の読み切り作品
- 人間失格（伊藤潤二、原作：太宰治）
- 今、そこにある戦争（原作：テーラー平良、作画：稲井雄人、脚色：あまやゆうき）
- 人のために働く（岩崎真）
- 家栽の人（作：毛利甚八、画：魚戸おさむ）
- がんばるな!!!家康（魚戸おさむ）
- イリヤッド-入矢堂見聞録-（画：魚戸おさむ、作：東周斎雅楽）
- 玄米せんせいの弁当箱（画：魚戸おさむ、脚本：北原雅紀）
- ひよっこ料理人（魚戸おさむ）
- パイナップルARMY（作：工藤かずや、画：浦沢直樹）
- MASTERキートン（作：勝鹿北星、画：浦沢直樹）
- MONSTER（浦沢直樹）
- PLUTO（浦沢直樹、原作：手塚治虫、監修：手塚眞、プロデューサー：長崎尚志）
- MASTERキートン Reマスター（浦沢直樹、ストーリー：長崎尚志） ※不定期連載
- 夢印-MUJIRUSHI-（浦沢直樹）
- 烈願鬼（楳図かずお）※オリジナル号時代の連載
- 闇のアルバム（楳図かずお）
- 火消し屋小町（逢坂みえこ）
- アフター0（岡崎二郎）
- あかぼし俳句帖（原作：有間しのぶ、作画：奥山直）
- 罪悪シリーズ（押見修造）※読切シリーズ[11]
- みのり伝説（尾瀬あきら）
- 光の島（尾瀬あきら）
- 蔵人（尾瀬あきら）
- どうらく息子（尾瀬あきら）
- 善人長屋（尾瀬あきら、原作：西條奈加）
- 風の大地（作：坂田信弘、画：かざま鋭二）
- ホットDOC（作：きむらはじめ、画：加藤唯史）
- 魔物語 愛しのベティ（作：小池一夫、画：叶精作）
- 電脳炎（唐沢なをき）
- 本の虫 ミミズクくん（カラシユニコ） ※月1回連載
- わたしの証拠（カレー沢薫）※隔号連載[12]、ビッグコミックオリジナル増刊から移籍[13]
- 冷馬記（原作：山上たつひこ、作画：喜国雅彦）
- 女かじきEXP（木村えいじ）
- とねっ娘（木村えいじ）
- こころ（キリエ）※短期集中連載[14]
- 特別のEGOIST（楠みちはる）
- どんサブ涙ばし（原作：湯舟敏朗、作画：倉田よしみ）
- 夫婦フーフー物語（くれよんカンパニー）
- 世界は半分になった（くれよんカンパニー）
- 赤兵衛（黒鉄ヒロシ） ※ビッグコミックとの並行連載だった。ビッグコミックの連載は継続
- 日本本゜（黒鉄ヒロシ） ※月1回連載
- まる助の親切玉（業田良家）※不定期連載
- 逢魔が辻（小島功）  ※オリジナル号時代の連載
- ヒゲとボイン（小島功） ※2011年から長期休載ののち、作者死去
- プロフェッショナル列伝（西岸良平）  ※オリジナル号時代の連載
- 薔薇村へようこそ（柴門ふみ）
- 壁ぎわ税務官（画：佐藤智一、脚本：コミックブレーン推進委員会）
- ゴーストママ捜査線（佐藤智一） ※増刊での連載終了後に移籍、短期連載
- 三分間のアニミズム（サメマチオ）
- 食虫花（篠原とおる） ※オリジナル号時代の連載
- 火喰鳥（篠原とおる） ※オリジナル号時代の連載
- 夜光虫（作：柿沼宏、画：篠原とおる）
- やどかり（篠原とおる）
- 陶子（篠原とおる）
- BATTLEフィールド（島本和彦）
- 浮浪雲（ジョージ秋山） ※オリジナル号時代からの連載
- くたばれギャートルズ（園山俊二）
- ハイサイ!甲子園 〜島人が燃えた1958年〜（作：市田実、画：高田靖彦）
- 千年の翼、百年の夢（谷口ジロー）
- しっぽの声（原作：夏緑、作画：ちくやまきよし、協力：杉本彩）
- 前科者（原作：香川まさひと、作画：月島冬二）
- 修理もん研究室（寺沢大介）
- あんどーなつ（作：西ゆうじ、画：テリー山本） ※原作者死去に伴い終了、未完
- あさひるばん（作：やまさき十三、画：テリー山本）
- ナツカツ 職業・高校野球監督（原作：市田実、作画：テリー山本）
- 玄人のひとりごと（中島徹） ※作者死去に伴い終了
- お聞くさん（ナカタニD.）
- バックステージ（ナカタニD.）
- 僕らはそれを越えてゆく〜天彦野球部グラフィティー〜（中原裕、シナリオ協力：市田実）
- PS -羅生門-（作：矢島正雄、画：中山昌亮）
- たーたん（西炯子） ※隔月連載、単行本はフラワーコミックスαレーベル
- 月をさすゆび（原作：永富一成、作画：能條純一）
- STATION（作：大石賢一、画：はしもとみつお）
- 過去になんかできない！（原作：香川まさひと、作画：はしもとみつお）
- 徘徊先生（原作：伴茶彰、作画：はしもとみつお）
- カレーマン（はしもとみつお、原作：宮﨑克）
- ガラスの門（作：牛次郎、画：長谷川法世）
- がんがらがん（長谷川法世）
- 冬はなび（原秀則）
- どん亀野郎（バロン吉元） ※オリジナル号時代からの連載
- サハラ 女外人部隊（作：小池一夫、画：平野仁） ※オリジナル号時代からの連載
- 少年の町ZF（作：小池一夫、画：平野仁）
- 人間交差点（作：矢島正雄、画：弘兼憲史）
- 沈夫人の料理人（深巳琳子）
- 最強伝説 黒沢（福本伸行）
- 新黒沢 最強伝説（福本伸行）
- 推しが死んだ朝（古屋兎丸）※集中連載[15]
- 名探偵・英玖保嘉門の推理手帖（星野泰視、原作：アガサ・クリスティー）
  - ABC殺人事件
  - 蒼ざめた馬
- ひみつの箱（作：石坂啓、画：堀田あきお）
- 江戸のたまもの（昌原光一） ※不定期掲載の読み切り作品（『江戸のたまもの』は単行本化された際のタイトル）
- ルーヴルの猫（松本大洋）
- メス（作：柿沼宏、画：松森正） ※オリジナル号時代の連載
- 危険な飛行（作：林律雄、画：松森正）
- 裂けた旅券（御厨さと美）
- あぶさん（水島新司） ※オリジナル号時代からの連載
- 幸福ブイヨン（三山のぼる）
- 一同、霊!（村上かつら） ※月1回連載
- 青い鳥〜わくらば〜（村上たかし）
- アキオ…（村上たかし）
- 後妻業の女（村上たかし、黒川博行・著『後妻業』より、©2016『後妻業の女』製作委員会）
- 龍-RON-（村上もとか）
- 蠢太郎（村上もとか）
- フイチン再見!（村上もとか）
- 垣根の魔女（村野守美）
- 没有漫画 没有人生（ノーコミック ノーライフ）（望月ミネタロウ）
- あじさいの唄（森栗丸）
  - 〜あじさいの唄〜 栗之助江戸草紙（森栗丸、「あじさいの唄」を改題）
- もふもふ（森栗丸）
- 赤狩り THE RED RAT IN HOLLYWOOD（山本おさむ）
- 父を焼く（山本おさむ、原作：宮部喜光）
  - シリーズ【父を焼く】 もものこと（山本おさむ）
- ウイグル無頼（横山光輝） ※オリジナル号時代の連載
- 長征（横山光輝） ※オリジナル号時代の連載
- 世露の暗殺者（作：小池一雄、画：横山まさみち） ※オリジナル号時代の連載
- うごかし屋（芳崎せいむ）
- フロマンガ（吉田戦車）
- まんが親（吉田戦車）
- 出かけ親（吉田戦車）
- アンチリーガル（原作：北原雅紀、作画：若狭星）

#### 終了したデジタル版限定連載
- マチビト（石原まこちん） ※2016年24号までは紙版で連載
- 残照の帝國（作：あまやゆうき、画：稲井雄人）
- メメント飛日常（カラシユニコ）
- フルーツ宅配便（鈴木良雄） ※2021年1号までは紙版で連載
- 彩愛のひと（曽根富美子）
- 女流飛行士マリア・マンテガッツァの冒険 外伝（滝沢聖峰）
- 哭きの竜 Genesis（能條純一）
- 大江戸恐竜伝（原作：夢枕獏、作画：やまあき道屯、脚色：やまあき連理） ※紙版の不定期連載から移行

## 映像化

### 実写化
| 作品                             | 放送年                                   | 制作                                  | 備考                                                                               |
| -------------------------------- | ---------------------------------------- | ------------------------------------- | ---------------------------------------------------------------------------------- |
| 浮浪雲                           | 1978年（テレビ朝日制作版）               | テレビ朝日                            |                                                                                    |
| 浮浪雲                           | 1990年 - 1991年（TBS制作版）             | TBS（東京放送）                       |                                                                                    |
| 女かじきEXP                      | 1982年                                   | 日本テレビ                            | タイトルは「女かじき特急便」                                                       |
| 人間交差点                       | 1984年（日本テレビ制作版 特番）          | 日本テレビ、STAFFアズバーズ           | タイトルは「盲点 吹雪が消した心中事件の謎」                                        |
| 人間交差点                       | 1987年（TBS制作版第1作 特番）            | TBS（東京放送）                       | タイトルは「ベスト・フレンド「人間交差点」より」                                   |
| 人間交差点                       | 1994年（TBS制作版第2作 特番）            | TBS（東京放送）、ホリプロ             | タイトルは「人間交差点「冬の遊園地」」                                             |
| 人間交差点                       | 2006年（NHK制作版）                      | NHK                                   | タイトルは「新・人間交差点」                                                       |
| 家栽の人                         | 1993年 - 1996年（TBS制作版第1作＆特番）  | TBS（東京放送）                       |                                                                                    |
| 家栽の人                         | 2004年（TBS制作版第2作）                 | TBS（東京放送）                       |                                                                                    |
| 家栽の人                         | 2020年 - 2021年（テレビ朝日制作版 特番） |                                       |                                                                                    |
| STATION                          | 1995年                                   | 日本テレビ                            |                                                                                    |
| 龍-RON-                          | 1995年                                   | NHK大阪放送局                         |                                                                                    |
| 黄昏流星群                       | 1997年（NHK制作版）                      | NHK                                   | タイトルは「黄昏流星群 -恋をもう一度-」                                            |
| 黄昏流星群                       | 2011年 - 2012年（関西テレビ制作版 特番） | 関西テレビ                            | タイトルは第1作が「黄昏流星群 〜C-46星雲〜」 第2作が「黄昏流星群〜星降るホテル〜」 |
| 黄昏流星群                       | 2018年（フジテレビ制作版）               | フジテレビ                            | タイトルは「黄昏流星群〜人生折り返し、恋をした〜」                                 |
| じんべえ                         | 1998年                                   | フジテレビ                            |                                                                                    |
| 火消し屋小町                     | 2000年（関西テレビ制作版 特番）          | 関西テレビ、IMO                       | タイトルは「ブッチギリ女消防士！火消し屋小町」                                     |
| 火消し屋小町                     | 2004年（NHK制作版）                      | NHK、MMJ                              |                                                                                    |
| 壁ぎわ税務官                     | 2001年 - 2006年（特番）                  | フジテレビ、彩の会                    |                                                                                    |
| アイ'ム ホーム                   | 2004年（NHK大阪放送局制作版）            | NHK大阪放送局                         | タイトルは「アイ’ム ホーム 遥かなる家路」                                          |
| アイ'ム ホーム                   | 2015年（テレビ朝日制作版）               | テレビ朝日                            | タイトルは「アイムホーム」                                                         |
| 弁護士のくず                     | 2006年                                   | TBS（東京放送）                       |                                                                                    |
| PS -羅生門-                      | 2006年                                   | テレビ朝日、東映                      | タイトルは「PS羅生門 警視庁東都署」                                                |
| あんどーなつ-江戸和菓子職人物語- | 2008年                                   | TBSテレビ、ドリマックス・テレビジョン | タイトルは「あんどーなつ」                                                         |
| 深夜食堂                         | 2009年（国内ドラマ第1期）                | アットムービー・クリエイティヴ        |                                                                                    |
| 深夜食堂                         | 2011年（国内ドラマ第2期）                | アミューズ映像製作部、ギークサイト    | タイトルは「深夜食堂 2」                                                           |
| 深夜食堂                         | 2014年（国内ドラマ第3期）                | アミューズ映像製作部、ギークサイト    | タイトルは「深夜食堂 3」 国内シリーズは次作からはWebドラマとなる                   |
| 深夜食堂                         | 2015年（韓国ドラマ）                     | SBS                                   | DVD邦題は「深夜食堂 from ソウル」                                                  |
| 深夜食堂                         | 2017年（中国ドラマ）                     | 北京衛視                              | DVD邦題は「深夜食堂 中国版」                                                       |
| 高橋留美子劇場                   | 2012年                                   | NHK大阪放送局                         |                                                                                    |
| ゴーストママ捜査線               | 2012年                                   | 日本テレビ                            | タイトルは「ゴーストママ捜査線〜僕とママの不思議な100日〜」                        |
| 釣りバカ日誌                     | 2015年（第1期）                          | テレビ東京、松竹                      | タイトルは「釣りバカ日誌〜新入社員 浜崎伝助〜」                                    |
| 釣りバカ日誌                     | 2017年（特番第1弾＆第2期）               | テレビ東京、松竹                      | タイトルは「釣りバカ日誌〜新入社員 浜崎伝助〜」                                    |
| 釣りバカ日誌                     | 2019年（特番第2弾）                      | テレビ東京、松竹                      | タイトルは「釣りバカ日誌〜新入社員 浜崎伝助〜」                                    |
| 刑事ゆがみ                       | 2017年                                   | フジテレビ                            |                                                                                    |
| フルーツ宅配便                   | 2019年                                   | テレビ東京、オフィス・シロウズ        |                                                                                    |
| 前科者                           | 2021年                                   | 日活、テレビマンユニオン              | タイトルは「前科者 -新米保護司・阿川佳代-」 映画版の前作となる                     |
| 定年退食                         | 2023年                                   | NHKエンタープライズ                   | 「藤子・F・不二雄 SF短編ドラマ」の1作としてドラマ化                                |
| ミワさんなりすます               | 2023年                                   | NHK                                   |                                                                                    |

| 作品     | 放送年                    | 制作                               | 備考                                                                                      |
| -------- | ------------------------- | ---------------------------------- | ----------------------------------------------------------------------------------------- |
| 深夜食堂 | 2016年（国内ドラマ第4期） | アミューズ映像製作部、ギークサイト | タイトルは「深夜食堂－Tokyo Stories Season－」 国内シリーズの前作まではテレビドラマだった |
| 深夜食堂 | 2019年（国内ドラマ第5期） | N/A                                | タイトルは「深夜食堂－Tokyo Stories Season2－」                                           |

| 作品                                | 公開年                      | 配給                 | 備考 |
| ----------------------------------- | --------------------------- | -------------------- | --- |
| 釣りバカ日誌                        | 1988年 - 2009年             | 松竹                 | タイトルは第2作目以降はナンバリングや 副題があり                                                                    |
| 人間交差点                          | 1993年                      | パイオニアLDC        | タイトルは第1作目が「人間交差点 不良」 第2作目は「人間交差点 雨」 第3作目は「人間交差点 道」                        |
| 三丁目の夕日（第1作・第2作・第3作） | 2005年 - 2012年             | 東宝                 | タイトルは第1作目が「ALWAYS 三丁目の夕日」 第2作目は「ALWAYS 続・三丁目の夕日」 第3作目は「ALWAYS 三丁目の夕日'64」 |
| 岳 みんなの山                       | 2011年                      | 東宝                 | タイトルは「岳 -ガク-」                                                                                             |
| 深夜食堂                            | 2015年 - 2016年（国内映画） | 東映                 | タイトルは第1作目は副題なし 第2作目は「続・深夜食堂」                                                               |
| 深夜食堂                            | 2019年（中国映画）          | 梧州電影配給有限公司 | 日本未公開 |
| 前科者                              | 2022年                      | 日活、WOWOW          | ドラマ版の続編 |

### アニメ化
| 作品           | 放送年          | アニメーション制作         | 備考 |
| -------------- | --------------- | -------------------------- | ---- |
| 三丁目の夕日   | 1990年 - 1991年 | グループ・タック           |      |
| MASTERキートン | 1998年          | マッドハウス               |      |
| 釣りバカ日誌   | 2002年 - 2003年 | 東映アニメーション         |      |
| 人間交差点     | 2003年          | A.C.G.T                    |      |
| 高橋留美子劇場 | 2003年          | トムス・エンタテインメント |      |
| MONSTER        | 2004年 - 2005年 | マッドハウス               |      |

| 作品  | 配信年 | アニメーション制作 | 備考 |
| ----- | ------ | ------------------ | ---- |
| PLUTO | 2023年 | スタジオM2         |      |

| 作品   | 公開年 | アニメーション制作 | 備考 |
| ------ | ------ | ------------------ | ---- |
| 浮浪雲 | 1982年 | 東映動画           |      |

| 作品                | 発売年 | アニメーション制作     | 備考           |
| ------------------- | ------ | ---------------------- | -------------- |
| 魔物語 愛しのベティ | 1986年 | ビッグバン             | アダルトアニメ |
| あじさいの唄        | 2004年 | ソフト・オン・デマンド |                |

## 歴代編集長
付記した年は、在任が確認できた年。
- 小西湧之助（創刊号、1972年）
- 林洋一郎（1985年、1986年）
- 奥山豊彦
- 吉野彰浩（2009年）
- 御木基宏（? - 2013年6月[16]）
- 堀靖樹（2013年7月[17] - 2016年7月[18]）
- 中熊一郎（2016年8月[1] - ）
- 菊池一（現職）※2023年1月現在[2]

## 発行部数
- 2004年（2003年9月 - 2004年8月） 1,030,000部[19]
- 2005年（2004年9月 - 2005年8月） 958,958部[19]
- 2006年（2005年9月 - 2006年8月） 905,500部[19]
- 2007年（2006年9月 - 2007年8月） 859,333部[19]
- 2008年（2007年10月 - 2008年9月） 832,375部[19]

|        | 1〜3月     | 4〜6月     | 7〜9月     | 10〜12月   |
| ------ | ---------- | ---------- | ---------- | ---------- |
| 2008年 |            | 828,333 部 | 819,334 部 | 814,000 部 |
| 2009年 | 801,667 部 | 784,834 部 | 767,167 部 | 754,000 部 |
| 2010年 | 733,667 部 | 720,834 部 | 710,500 部 | 699,500 部 |
| 2011年 | 687,500 部 | 673,000 部 | 677,167 部 | 672,834 部 |
| 2012年 | 664,334 部 | 663,167 部 | 665,500 部 | 664,667 部 |
| 2013年 | 651,000 部 | 643,334 部 | 633,167 部 | 628,167 部 |
| 2014年 | 617,500 部 | 610,000 部 | 589,500 部 | 566,667 部 |
| 2015年 | 552,500 部 | 539,500 部 | 530,000 部 | 521,167 部 |
| 2016年 | 517,333 部 | 509,333 部 | 504,333 部 | 500,000 部 |
| 2017年 | 500,000 部 | 500,000 部 | 500,000 部 | 497,500 部 |
| 2018年 | 492,500 部 | 487,500 部 | 482,500 部 | 471,667 部 |
| 2019年 | 465,833 部 | 453,333 部 | 446,667 部 | 435,000 部 |
| 2020年 | 425,000 部 | 408,833 部 | 403,000 部 | 400,000 部 |
| 2021年 | 400,000 部 | 390,833 部 | 380,000 部 | 371,667 部 |
| 2022年 | 350,850 部 | 323,167 部 | 307,500 部 | 292,500 部 |
| 2023年 | 277,833 部 | 265,500 部 | 252,500 部 | 240,333 部 |
| 2024年 | 231,833 部 | 224,000 部 | 211,500 部 | 194,000 部 |
| 2025年 | 179,000 部 | 174,000 部 |            |            |

## 主催賞
オリジナル新作賞
2013年に創設された新人賞。2014年1月31日応募締め切り、同年4月発表。

## 掲載漫画のデータ
2014年3月20日発売の同年第7号（4月5日号、JAN 4910274710443）において、創刊40周年となった。これにちなんで、この号に「40年間の作品データを完全網羅!!!! オリジナルデータバンク」という記事が掲載されており、「連載コミック全データ201作品」がリスト化されている。タイトル・作家名・開始号と終了号・内容解説を列挙し、1972年の『世露の暗殺者』から2014年（連載中）の『冷馬記』までを紹介している。